# Acanthoctenus gaujoni
Acanthoctenus gaujoni là một loài nhện trong họ Ctenidae.
Loài này thuộc chi Acanthoctenus. Acanthoctenus gaujoni được Eugène Simon miêu tả năm 1906.